# Stille Liv
Stille Liv (englischer Festivaltitel The Quiet Migration) ist ein dänischer Coming-of-Age-Film unter der Regie von Malene Choi aus dem Jahr 2023. Der Film feierte am 17. Februar 2023 auf der Berlinale seine Weltpremiere in der Sektion Panorama.

## Handlung
Stille Liv ist ein Coming-of-Age-Film über zwei junge Menschen, die in ihren Adoptivfamilien Rassismus ausgesetzt sind. Gezeigt wird eine beim Thema Einwanderung gespaltene Gesellschaft.
Der 19-jährige Carl lebt mit seinen Eltern Karen und Hans auf einer Farm in Jütland. Nach seiner Ausbildung an der Landwirtschaftsschule soll er nach dem Willen seiner Eltern den Hof übernehmen. Da er aus Südkorea adoptiert wurde, sieht er ganz anders aus als die Menschen in seinem Umfeld. In Carl erwacht der Wunsch, den Kontakt zu seinem Herkunftsland herzustellen und seinen Platz anderswo zu finden als in Jütland. Diese Sehnsucht können Karen und Hans trotz ihrer Liebe zu Carl nur schwer verstehen, sie suchen die Schuld bei sich. Bei einem Familientreffen wird Carl mit Anschauungen von Familienmitgliedern konfrontiert, die seinen Wunsch noch verstärken: Manche Anfeindungen richten sich direkt gegen ihn. Marie, eine der Kellnerinnen und selbst aus China adoptiert, sieht seine Not, und es entwickelt sich eine unausgesprochene Bindung zwischen den beiden. Karen und Hans empfinden diese Beziehung als Bedrohung. Carl wird sich zwischen zwei Welten entscheiden müssen. Er sucht die Verbindung zur Natur und kann gemeinsam mit Marie eine Haltung entwickeln, die es ihm erlaubt, mit seiner zukünftigen Familie auf der Farm eine Heimat zu finden.
Regisseurin Malene Choi spricht hier von Stiller Einwanderung (Silent Migration), da aus dem Ausland Adoptierte zwar privilegiert scheinen, aber ihre Zugehörigkeitsprobleme nicht mit einer Gruppe teilen können und so eine versteckte Minderheit darstellen. Choi, die selbst aus Südkorea adoptiert wurde, möchte das verborgene Leben dieser Personengruppe aus der Innenperspektive zeigen.

## Produktion

### Filmstab
Regie führte Malene Choi, das Drehbuch stammt von Malene Choi, Marianne Lentz und Sissel Dalsgaard Thomsen. Die Kameraführung lag in den Händen von Louise McLaughlin und für den Filmschnitt waren Malene Choi und Sofie Steenberger verantwortlich.
In wichtigen Rollen sind Cornelius Won Riedel-Clausen, Bjarne Henriksen, Bodil Jørgensen, Clara Thi Thanh Heilmann Jensen und Dawid Ściupidro zu sehen.
Ein großer Teil des Filmteams hinter dem Film besteht aus Jütländerinnen und Jütländern.

## Produktion und Förderungen
Produziert wurde der Film mit einem Budget von 11 Millionen dänischer Kronen (1,5 Millionen Euro) von Maria Møller Kjeldgaard von Manna Film.
Unterstützung kam unter anderem vom Dänischen Filminstitut, dem Vestdanske Filmpool und dem Nordisk Film & TV Fond.
Øst for Paradis übernimmt den Vertrieb in Dänemark.

### Dreharbeiten und Veröffentlichung
Der Film feierte am 17. Februar 2023 auf der Berlinale seine Weltpremiere in der Sektion Panorama.

## Auszeichnungen und Nominierungen
Der Film hat bereits vor seiner Weltpremiere internationale Aufmerksamkeit erregt, nachdem Chois Film The Return 2018 zur selben Thematik international ausgezeichnet worden war, unter anderem auf dem Internationalen Filmfestival in Göteborg in der Gruppe Discovery. Außerdem erfolgte eine Auswahl für das renommierte Torino ScriptLab, entwickelt wurde der Film bei New Horizon Studio und Sources. Beim Festival Der Neue Heimatfilm 2023 wurde der Film mit dem Spielfilmpreis der Stadt Freistadt ausgezeichnet.